# Cloud Native Computing Foundation
A Cloud Native Computing Foundation (CNCF) é um projeto da Linux Foundation fundado em 2015 para avançar o desenvolvimento e adoção de tecnologias de containers.
A CNCF foi anunciada junto da versão 1.0 do Kubernetes, um gerenciador de clusters de containers de código aberto, que foi contribuído para a Linux Foundation pelo Google. Os membros fundadores da CNCF incluem Google, CoreOS, Mesosphere, Red Hat, Twitter, Huawei, Intel, RX-M, Cisco, IBM, Docker, Univa e VMware. Hoje, o CNCF é apoiado por mais de 450 membros.
Dan Kohn liderou a CNCF como diretor executivo até maio de 2020. A fundação anunciou que Priyanka Sharma, diretora de Cloud Native Alliances no GitLab, assumiria a função de gerente geral em seu lugar. Sharma descreve a CNCF como “uma organização muito impactante construída por um pequeno grupo de pessoas, mas [dentro] de um ecossistema muito grande”.
O relatório anual da CNCF publicado em 2020 mostrou um crescimento significativo da fundação em termos de adesão, participação em eventos, treinamento e investimento na indústria. Em 2019, a CNCF cresceu 50% em relação ao ano anterior, com 173 novos membros e um crescimento de quase 90% em utilizadores finais. O relatório apontou um aumento de 78% no uso do Kubernetes em ambientes produtivos.

## Projetos CNCF
Os projetos de tecnologia da CNCF são categorizados em nível de maturidade: Sandbox, Incubado e Graduado, em ordem crescente de maturidade. Os critérios definidos incluem taxa de adoção, longevidade e se o projeto de código aberto pode ser confiável para construir um produto em ambiente produtivo.
O processo da CNCF traz os projetos no nível de incubados, visando conduzi-los até o nível de graduados.
Em julho de 2020, Sharma afirmou que a CNCF pretende aumentar o número de projetos de código aberto.

### Projetos graduados

#### Cilium
O Cilium fornece implementação de infraestrutura de rede, segurança e observabilidade para deployments de Kubernetes usando tecnologia eBPF. Ingressou no CNCF como projeto incubado em outubro de 2021, sendo graduado em outubro de 2023.

#### containerd
O containerd é um ambiente de execução (runtime) de containers padrão na indústria. É disponibilizado como um daemon para Linux e Windows, sendo responsável por gerenciar o ciclo de vida completo dos containers.

#### CoreDNS
O CoreDNS é um servidor DNS que suporta encadeamento de plug-ins. Graduou-se em 2019.

#### Envoy
Originalmente desenvolvido na Lyft como parte da moção de sua arquitetura de um monólito para microserviços, o Envoy é um proxy (de serviço e de borda) de código aberto de alto desempenho que torna a camada rede transparente para as aplicações consumidoras. A Lyft contribuiu com Envoy para Cloud Native Computing Foundation em setembro de 2017.

#### etcd
O etcd é um sistema de armazenamento chave-valor distribuído, utilizado para armazenamento de dados em clusters. Tornou-se um projeto incubado da CNCF em 2018.

#### Falco
O Falco é uma plataforma de segurança de código aberto para runtimes nativos em nuvem. É o mecanismo de detecção de ameaças padrão do Kubernetes. Tornou-se um projeto de incubação em janeiro de 2020 e se graduou em fevereiro de 2024.

#### Harbor
O Harbor é um “repositório nativo em nuvem confiável de código aberto que armazena, assina e verifica conteúdo”. Tornou-se um projeto incubado em setembro de 2019

#### Helm
O Helm é um gerenciador de pacotes para Kubernetes. Ingressou no nível de incubação em junho de 2018 e se graduou em abril de 2020.

#### Istio
O Istio é uma tecnologia de malha de serviço. Foi aceito pela CNCF em setembro de 2022 e graduado em 12 de julho de 2023.

#### Jaeger
Criado pela Uber, o Jaeger é um sistema de rastreamento distribuído de código aberto inspirado no artigo Google Dapper e na comunidade OpenZipkin. Ele pode ser usado para gerar rastros em arquiteturas de microsserviços, incluindo rastros e transações distribuídas, além de análise de causa raiz, análise de dependência, e otimização de desempenho e de latência. Foi aceito pela CNCF em setembro de 2017 e tornou-se um projeto graduado em 2019.

#### Kubernetes
Kubernetes é um projeto de código aberto que automatiza a implantação e o gerenciamento do ciclo de vida de aplicações em um ambiente em cluster de contêineres. Ele foi originalmente projetado pelo Google e cedido à Linux Foundation, lançando a Cloud Native Computing Foundation. Uma comunidade “ampla e diversificada” que apoia o projeto tornou a sua adoção mais perene do que tecnologias mais antigas do mesmo tipo. Em janeiro de 2020, o relatório anual da CNCF mostrou um crescimento significativo no interesse, treinamento, participação em eventos e investimentos relacionados ao Kubernetes.

#### Linkerd
O Linkerd é o projeto da CNCF que cunhou o termo “ malha de serviço ”. O Linkerd fornece recursos de observabilidade, segurança e confiabilidade às aplicações, na camada da plataforma ao invés vez de fazê-lo na camada de aplicativo, além de um "microproxy" para maximizar a velocidade e a segurança de seu plano de dados. A Linkerd se graduou na CNCF em julho de 2021.

#### Open Policy Agent
O Open Policy Agent (OPA) é "um motor de linguagem e política de uso geral de código aberto para infraestrutura em nuvem". Tornou-se um incubado da CNCF em abril de 2019 e graduado em fevereiro de 2021.

#### Prometheus
Um projeto membro da Cloud Native Computing Foundation, o Prometheus é uma ferramenta de monitoramento de nuvem, tendo sido patrocinado pelo SoundCloud nas primeiras iterações. Em agosto de 2018, a ferramenta se graduou pela CNCF.

#### Rook
O Rook foi o primeiro projeto de armazenamento nativo em nuvem da CNCF. IIncubado em 2018, se formou em outubro de 2020.

#### SPIFFE
SPIFFE é um padrão aberto e uma estrutura para identidade de carga de trabalho, da mesma forma que OAuth é um padrão aberto e uma estrutura para identidade. Juntou-se ao CNCF como um projeto sandbox em 2018, incubado em 2020 e graduado em 2022.

#### SPIRE
SPIRE é um provedor de identidade de código aberto para cargas de trabalho baseadas no SPIFFE. Graduou-se da CNCF em 2022.

#### The Update Framework
O Update Framework (TUF) "ajuda os desenvolvedores a proteger sistemas de atualização de software novos ou existentes", que muitas vezes são vulneráveis a ataques. O TUF foi o primeiro projeto da CNCF com foco em segurança e o nono projeto geral a se graduar no programa de hospedagem da fundação.

#### TiKV
O TikV é um banco de dados chave-valor distribuído.

#### Vitess
O Vitess é um sistema de cluster de banco de dados para escalonamento horizontal do MySQL, criado inicialmente para uso interno pelo YouTube. Tornou-se um projeto CNCF em 2018 e se graduou-se em novembro de 2019.

### Projetos incubados

#### Contorno
O Contour é um servidor de gerenciamento para Envoy que pode direcionar o gerenciamento do tráfego do Kubernetes. A VMWare contribuiu com o projeto para C NCF em julho de 2020.
Cortex
O Cortex oferece "armazenamento horizontalmente escalonável, multilocatário e de longo prazo" para Prometheus, funcionando em conjunto com Amazon DynamoDB, Google Bigtable, Cassandra, S3, GCS e Microsoft Azure. Foi introduzido na incubadora do ecossistema junto com Thanos em agosto de 2020.

#### CRI-O
CRI-O é uma "implementação da Kubernetes Container Runtime Interface" baseada na Open Container Initiative (OCI). O CRI-O permite que o Kubernetes seja independente do tempo de execução do contêiner. Tornou-se um projeto de incubação em 2019.

#### gRPC
gRPC é uma "estrutura RPC moderna de código aberto e alto desempenho que pode ser executada em qualquer ambiente". O projeto se graduou em 2015, quando a Google abriu o código-fonte da sua infraestrutura RPC, então chamada Stubby. O projeto é usado por grandes nomes da indústria, como Square, Inc., Netflix e Cisco.

#### KubeEdge
Em setembro de 2020, o Comitê de Supervisão Técnica (TOC) da CNCF anunciou que o KubeEdge foi aceito como um projeto incubado. O projeto foi criado na Futurewei (parceira da Huawei). O objetivo do KubeEdge é “tornar os dispositivos edge uma extensão da nuvem”.

#### Kuma
Em junho de 2020, a plataforma de gerenciamento de API Kong anunciou que cederia sua tecnologia de plano de controle de malha de serviço de código aberto, chamada Kuma, para CNCF como um projeto sandbox.

#### Litmus
Em julho de 2020, a MayaData cedeu o Litmus, uma ferramenta de engenharia de caos de código aberto que roda nativamente em Kubernetes, para CNCF como um projeto em nível de sandbox.

#### NATS
O NATS consiste em uma coleção de tecnologias de mensageria de código aberto que "implementa os padrões de publicação/assinatura, solicitação/resposta e fila distribuída para ajudar a criar um método seguro e de alto desempenho de comunicação entre processos (IPC)." Existiu de forma independente durante vários anos, mas ganhou maior alcance desde que se tornou um projeto de incubação da CNCF.

#### Notary
O Notary é um projeto de código aberto que permite ampla confiança em coletas arbitrárias de dados. Notary foi lançado pelo Docker em 2015 e se tornou um projeto CNCF em 2017.

#### OpenTelemetry
O OpenTelemetry é um framework de observabilidade de código aberto criada quando o CNCF fundiu os projetos OpenTracing e OpenCensus. O OpenTracing oferece "APIs consistentes, expressivas e neutras em termos de fornecedor para plataformas populares" É o segundo projeto mais ativo da CNCF. Em outubro de 2020, a AWS anunciou a prévia pública de sua distribuição para OpenTelemetry.

#### Thanos
O Thanos "permite visualizações de consultas globais e retenção ilimitada de métricas", sendo projetado para ser facilmente adicionado às implantações do Prometheus.

## Iniciativas CNCF
A CNCF hospeda uma série de esforços e iniciativas para servir a comunidade nativa da nuvem, incluindo:

### Eventos
A CNCF hospeda as conferências KubeCon e CloudNativeCon, que se tornaram eventos relevantes para usuários técnicos e profissionais de negócios que buscam aumentar o conhecimento sobre Kubernetes e software nativo em nuvem. Os eventos buscam permitir a colaboração com pares do setor e líderes inovadores. O evento da América do Norte foi movido para um modelo totalmente remoto para sua temporada de 2020 devido à pandemia de COVID-19.
| Evento                                                   | Data             | Local                                                                              | Ref.   |
| -------------------------------------------------------- | ---------------- | ---------------------------------------------------------------------------------- | ------ |
| CloudNativeCon + KubeCon 2016                            | Novembro de 2016 | Seattle, Washington, Reino Unido                                                   | [ 75 ] |
| CloudNativeCon + KubeCon Europe 2017                     | Março de 2017    | Berlin Congress Center, Berlim, Alemanha                                           | [ 76 ] |
| KubeCon + CloudNativeCon North America 2017              | Dezembro de 2017 | Austin Convention Center, Austin, Texas, Estados Unidos                            | [ 77 ] |
| KubeCon + CloudNativeCon Europe 2018                     | Maio de 2018     | Bella Center, Copenhagen, Dinamarca                                                | [ 78 ] |
| KubeCon + CloudNativeCon China 2018                      | Novembro de 2018 | Shanghai Convention & Exhibition Center of International Sourcing, Shanghai, China | [ 79 ] |
| KubeCon + CloudNativeCon North America 2018              | Dezembro de 2018 | Washington State Convention Center, Seattle, Washington, Estados Unidos            | [ 80 ] |
| KubeCon + CloudNativeCon Europe 2019                     | Maio de 2019     | Fira Gran Via, Barcelona, Espanha                                                  | [ 81 ] |
| KubeCon + CloudNativeCon + Open Source Summit China 2019 | Junho de 2019    | Shanghai Expo Centre, Shanghai, China                                              | [ 82 ] |
| KubeCon + CloudNativeCon North America 2019              | Novembro de 2019 | San Diego Convention Center, San Diego, California, Estados Unidos                 | [ 83 ] |
| KubeCon + CloudNativeCon Europe 2020                     | Maio de 2020     | Virtual                                                                            | [ 84 ] |
| KubeCon + CloudNativeCon North America 2020              | Novembro de 2020 | Virtual                                                                            | [ 85 ] |
| KubeCon + CloudNativeCon Europe 2021                     | Maio de 2021     | Virtual                                                                            | [ 84 ] |
| KubeCon + CloudNativeCon North America 2021              | Outubro de 2021  | Los Angeles Convention Center, Los Angeles, California, Estados Unidos             | [ 86 ] |
| KubeCon + CloudNativeCon Europe 2022                     | Maio de 2022     | Feria Valencia, Valencia, Espanha                                                  | [ 87 ] |
| KubeCon + CloudNativeCon North America 2023              | Novembro de 2023 | McCormick Place, Chicago, Illinois Estados Unidos                                  | [ 88 ] |
| KubeCon + CloudNativeCon Europe 2024                     | Março de 2024    | Porte de Versailles, Paris, França                                                 | [ 87 ] |

### Bolsas de diversidade e postura sobre inclusão
O programa de bolsas de diversidade da CNCF cobre a viagem para a conferência KubeCon + CloudNativeCon. Em 2018, foram arrecadados trezentos mil dólares para bolsas de diversidade para permitir que participantes "de origens diversas e minoritárias" viajassem a Seattle para KubeCon e a CloudNativeCon.
Em agosto de 2020, Priyanka Sharma afirmou que a CNCF está “solidária” com o movimento Black Lives Matter. Sharma também afirmou que estava "pessoalmente envolvida em um projeto para erradicar a terminologia racialmente problemática do código" e que a fundação está "trabalhando ativamente para melhorar o equilíbrio racial e de gênero dentro do ecossistema nativo da nuvem", permanecendo comprometida em "criar espaços e oportunidades para LGBTQIA+, mulheres, negros e pardos e pessoas com deficiência", especificamente no que diz respeito à KubeCon.

### Certificação e educação Kubernetes
A fundação oferece certificados para profissionais de TI, tanto de administração como de desenvolvimento para Kubernetes, respectivamente o Certified Kubernetes Administrator (CKA) e o Certified Kubernetes Application Developer (CKAD).

### CNCF Technology Radar
Em junho de 2020, a CNCF publicou a edição inaugural do CNCF Technology Radar, um "guia opinativo para um conjunto de tecnologias emergentes" na forma de um artigo trimestral.